# Triassico
| Periodo                                                                                     | Epoca                | Piano          | Età (Ma)        |
| ------------------------------------------------------------------------------------------- | -------------------- | -------------- | --------------- |
| Giurassico                                                                                  | Giurassico inferiore | Hettangiano    | Più recente     |
| Triassico                                                                                   | Triassico superiore  | Retico         | ~205,7          |
| Triassico                                                                                   | Triassico superiore  | Norico         | ~227,3          |
| Triassico                                                                                   | Triassico superiore  | Carnico        | ~237            |
| Triassico                                                                                   | Triassico medio      | Ladinico       | 241,464 ± 0,28  |
| Triassico                                                                                   | Triassico medio      | Anisico        | 246.7           |
| Triassico                                                                                   | Triassico inferiore  | Olenekiano     | 249,9           |
| Triassico                                                                                   | Triassico inferiore  | Induano        | 251,902 ± 0,024 |
| Permiano                                                                                    | Lopingiano           | Changhsingiano | Più antico      |
| Suddivisione del Triassico secondo la Commissione internazionale di stratigrafia dell'IUGS. |                      |                |                 |

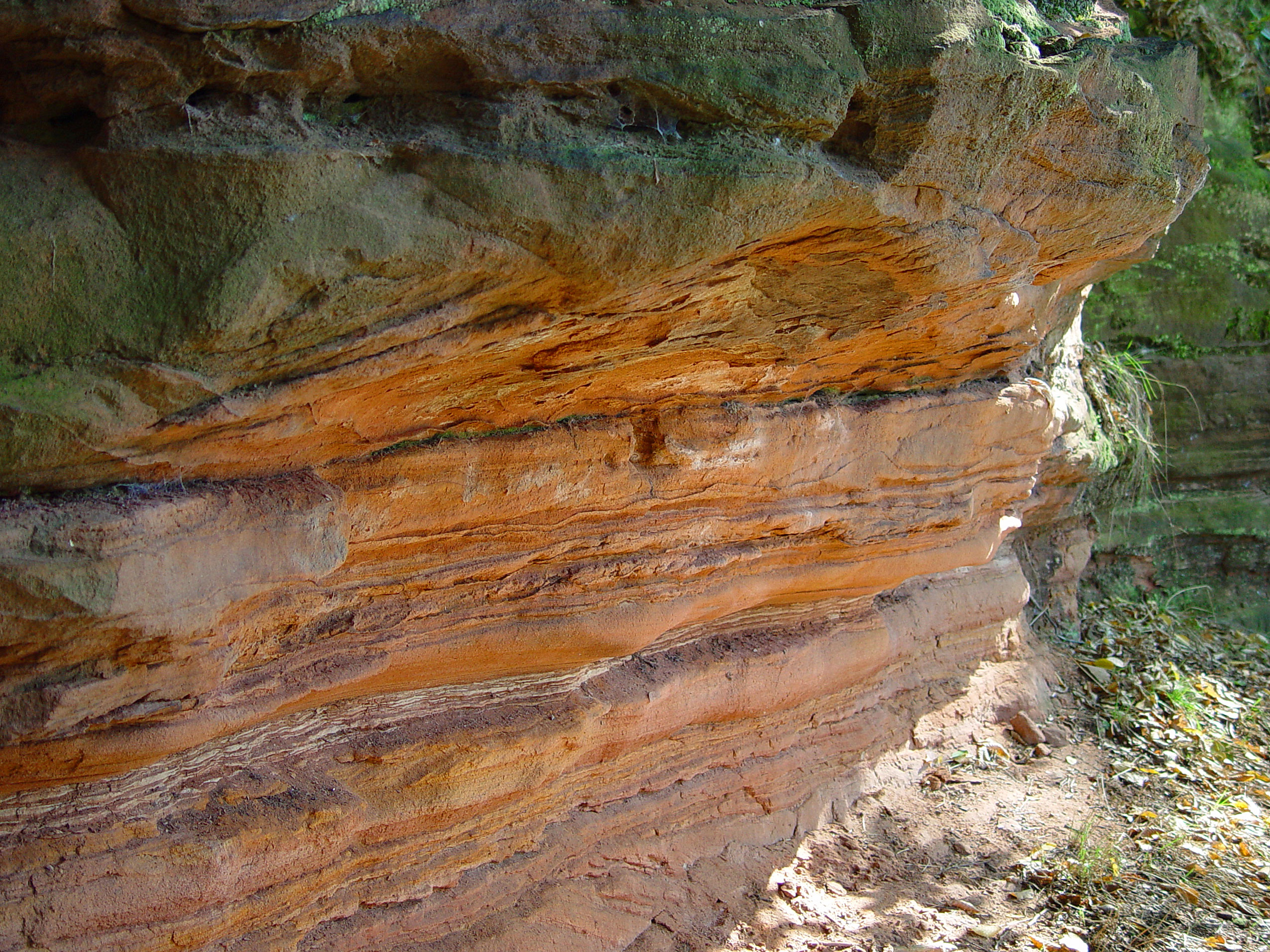
Arenaria del Triassico presso Stadtroda, in Germania.

Nella scala dei tempi geologici il Triassico o Trias, è il primo periodo del Mesozoico o Era Secondaria, compreso tra 251,90 ± 0,024 e 201,4 ± 0,2 milioni di anni fa, tra il Permiano e il Giurassico.
Il nome "Triassico" è stato coniato nel 1834 dal paleontologo e stratigrafo tedesco Frederick von Alberti. Alberti studiò le faune fossili delle Alpi, soprattutto in Germania dove sono facilmente distinguibili tre successioni rocciose caratterizzate da un diverso contenuto fossilifero (Buntsandstein - le più antiche, Muschelkalk, Keuper - le più giovani). Il nome Triassico voleva pertanto rappresentare la tripartizione di questa sequenza temporale nelle rocce affioranti in Germania e in gran parte dell'Europa centrale. Il nome inglese internazionale per questa epoca è Triassic, talvolta abbreviato informalmente in Trias.

## Suddivisione
La Commissione Internazionale di Stratigrafia (ICS) prevede la suddivisione del Triassico in sette piani:
- Triassico superiore
  - Retico, da ~205,7 ± 1,5 a 201,4 ± 0,2 Ma (milioni di anni fa)
  - Norico, da ~227,3 a ~205,7  Ma
  - Carnico, da ~237 a ~227,3 Ma
- Triassico medio
  - Ladinico, da 241,464 ± 0,28 a ~237 Ma
  - Anisico, da 246,7 a 241,464 ± 0,28 Ma
- Triassico inferiore
  - Olenekiano, da 249,9 a 246,7 Ma
  - Induano, da 251,902 ± 0,024 a 249,9 Ma

## Definizioni stratigrafiche e GSSP
Il limite inferiore del Triassico è caratterizzato dalla prima comparsa dei conodonti della specie Hindeodus parvus e dal termine di un'anomalia negativa dell'isotopo 18O dell'ossigeno al termine del Permiano. Si ritiene che dopo l'estinzione di massa del Permiano-Triassico siano intercorsi all'incirca 30 milioni di anni prima che la vita si ristabilisse pienamente.
Il limite superiore del Triassico è dato dalla comparsa della prima ammonite giurassica, la specie Psiloceras planorbis.
Le età assolute indicate sono ricavate da studi sul decadimento U/Pb.

### GSSP
Il GSSP, il profilo stratigrafico di riferimento della Commissione Internazionale di Stratigrafia, è stato fissato presso la città di Changxing, nella provincia di Zhejiang in Cina.

## Fauna

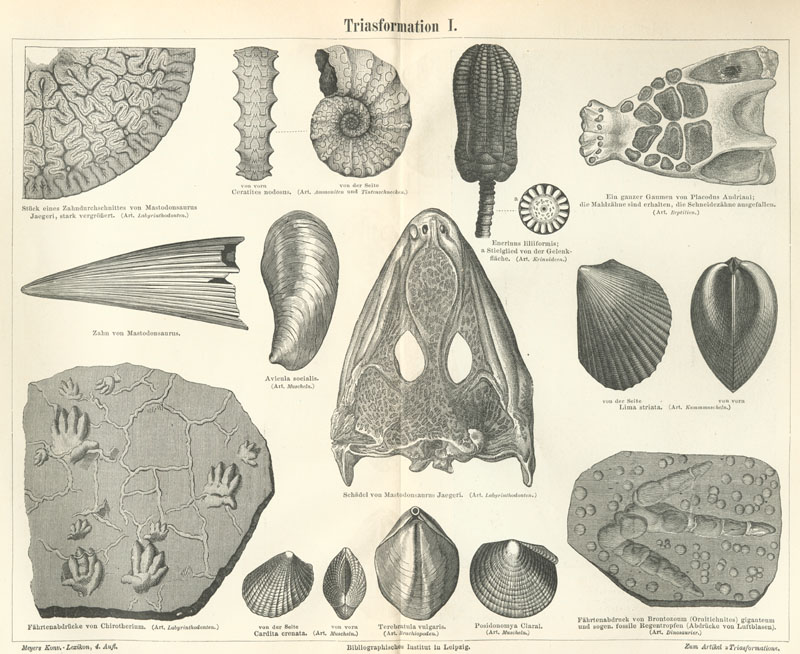
Fossili marini e di terraferma del Triassico (da: Meyers Konversations-Lexikon (1885-90)).

L'estinzione alla fine del Permiano segna profondamente tutto il Triassico che viene visto generalmente come un periodo di riorganizzazione e riconquista della biosfera. Meno del 5% degli organismi marini sopravvisse all'estinzione e passarono quasi 30 milioni di anni prima che si ristabilisse una forma articolata di nuovi organismi. Nessuna piattaforma carbonatica si sviluppò nei primi due piani del Triassico, l'Olenekiano e l'Induano (in precedenza noti come Scitico nella nomenclatura stratigrafica italiana).
Gran parte degli anfibi che avevano dominato il Paleozoico sono scomparsi. Nei mari, le comunità di piattaforma carbonatica, scomparse con la grande crisi biologica alla fine del Permiano, riprendono a fiorire con il Triassico Medio. Compaiono nello stesso periodo gli esacoralli (scleractinia), molto simili ai coralli attuali, e le comunità a bivalvi conoscono una nuova espansione con forme sia di mare basso che pelagiche (forme a conchiglia sottile, forse planctoniche, come Daonella o Monotis).
La fauna continentale vede la comparsa nel Carnico superiore (Tuvaliano) dei primi ordini di dinosauri: saurischi e ornitischi. Nei mari compaiono i primi rettili marini quali gli ittiosauri: predatori, tra l'altro, di Ammoniti o meglio, ammonoidi a sutura goniatitica o ceratitica.
Verso la fine del Triassico, circa 213-208 milioni di anni fa, una nuova crisi biologica probabilmente correlata con variazioni climatiche a seguito della progressiva frammentazione del supercontinente Pangea e dell'aumento dell'attività vulcanica a scala globale, portò all'estinzione di moltissime specie viventi, di antichi rettili e anfibi, nonché di dinosauri.

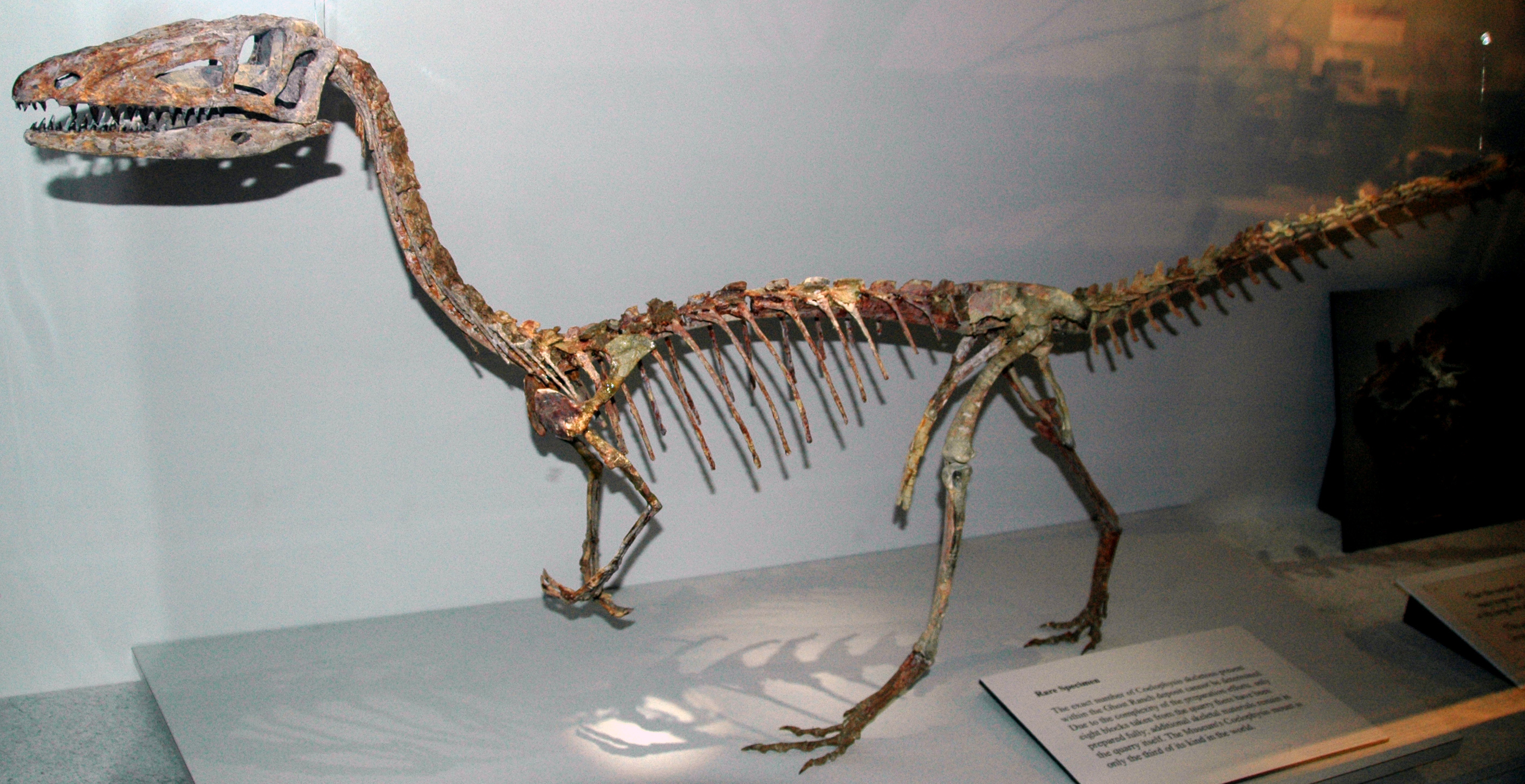
Coelophysis (Dinosauria)
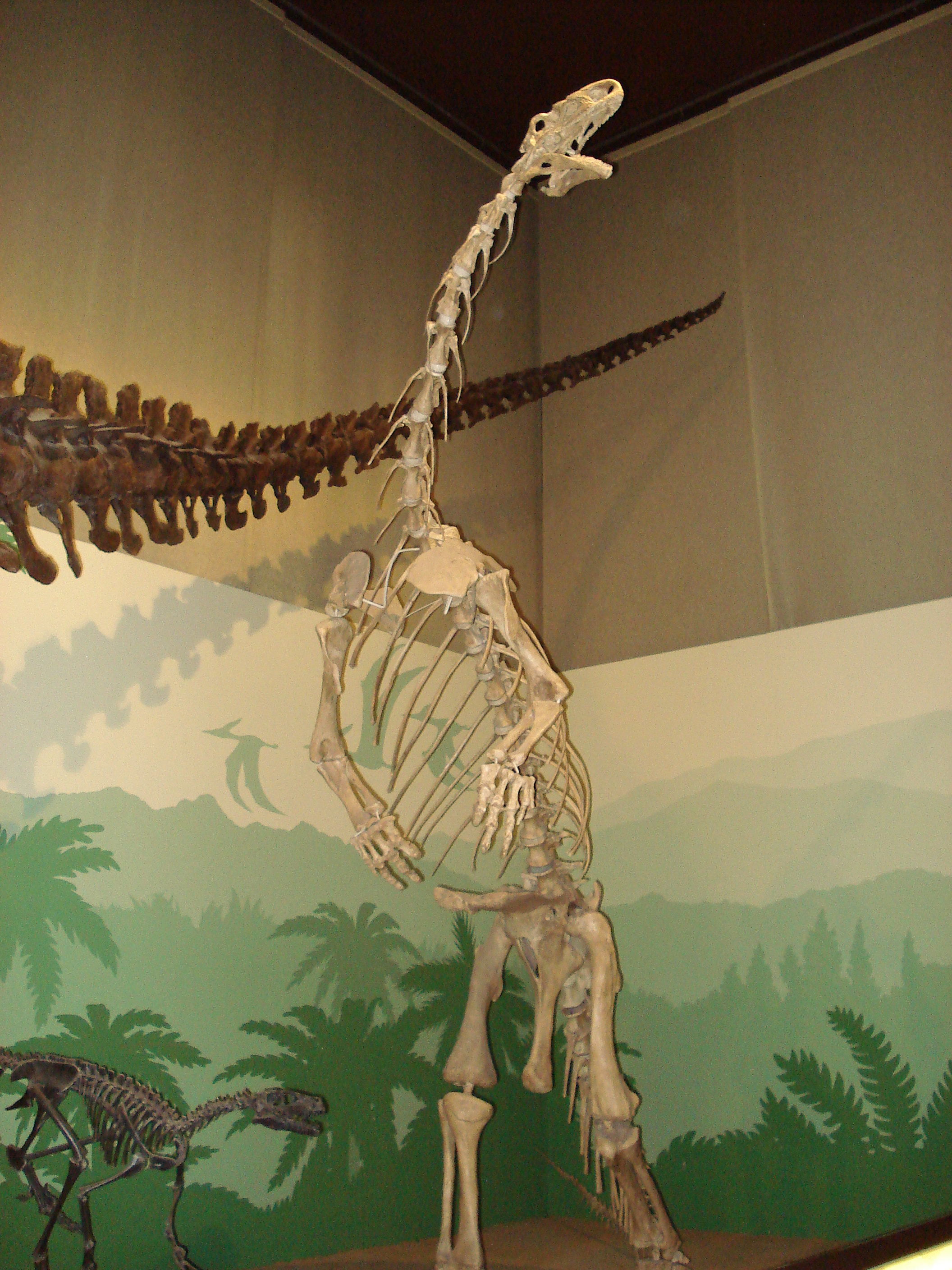
Plateosaurus (Dinosauria)
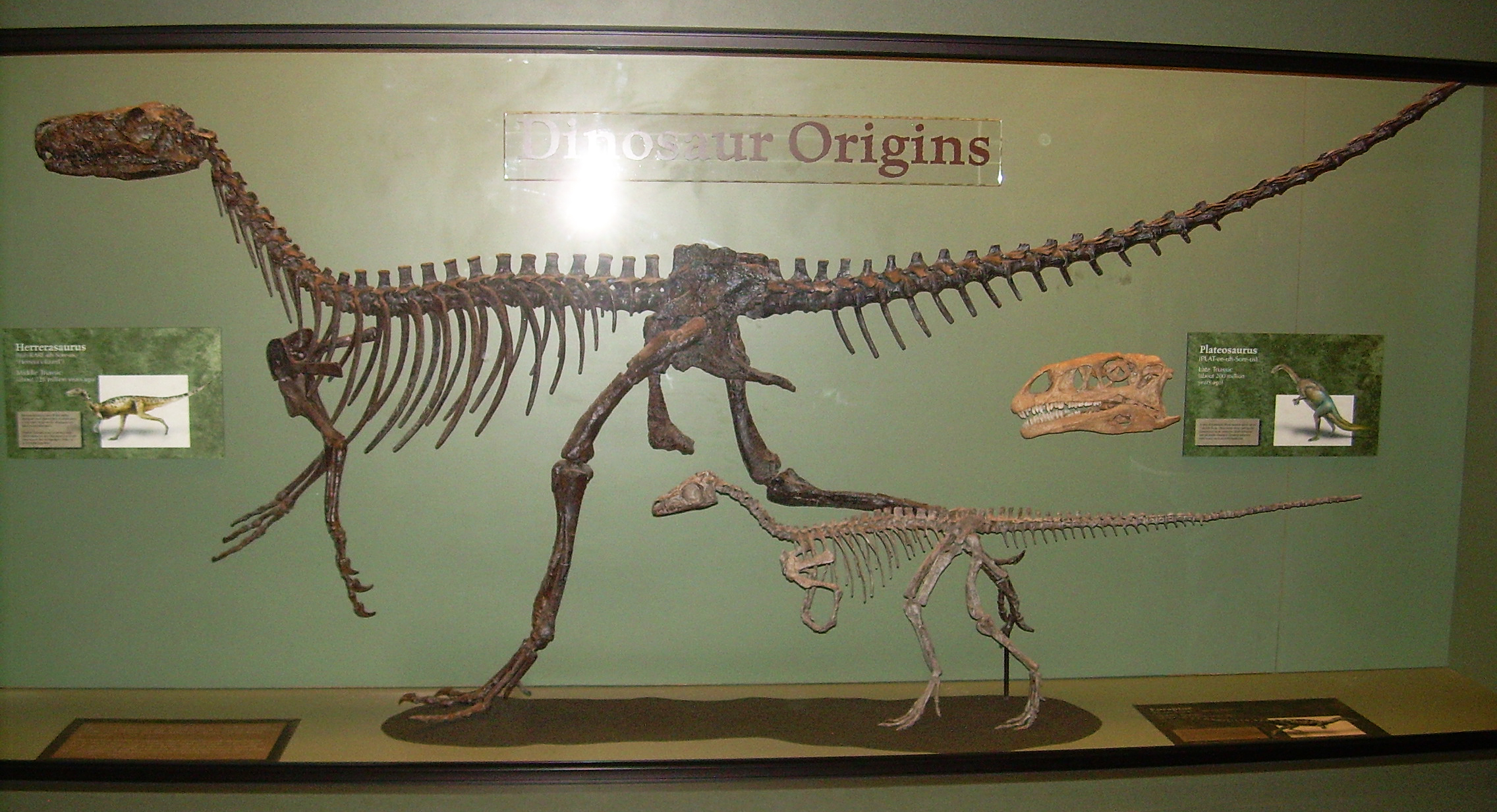
Herrerasaurus (Dinosauria)
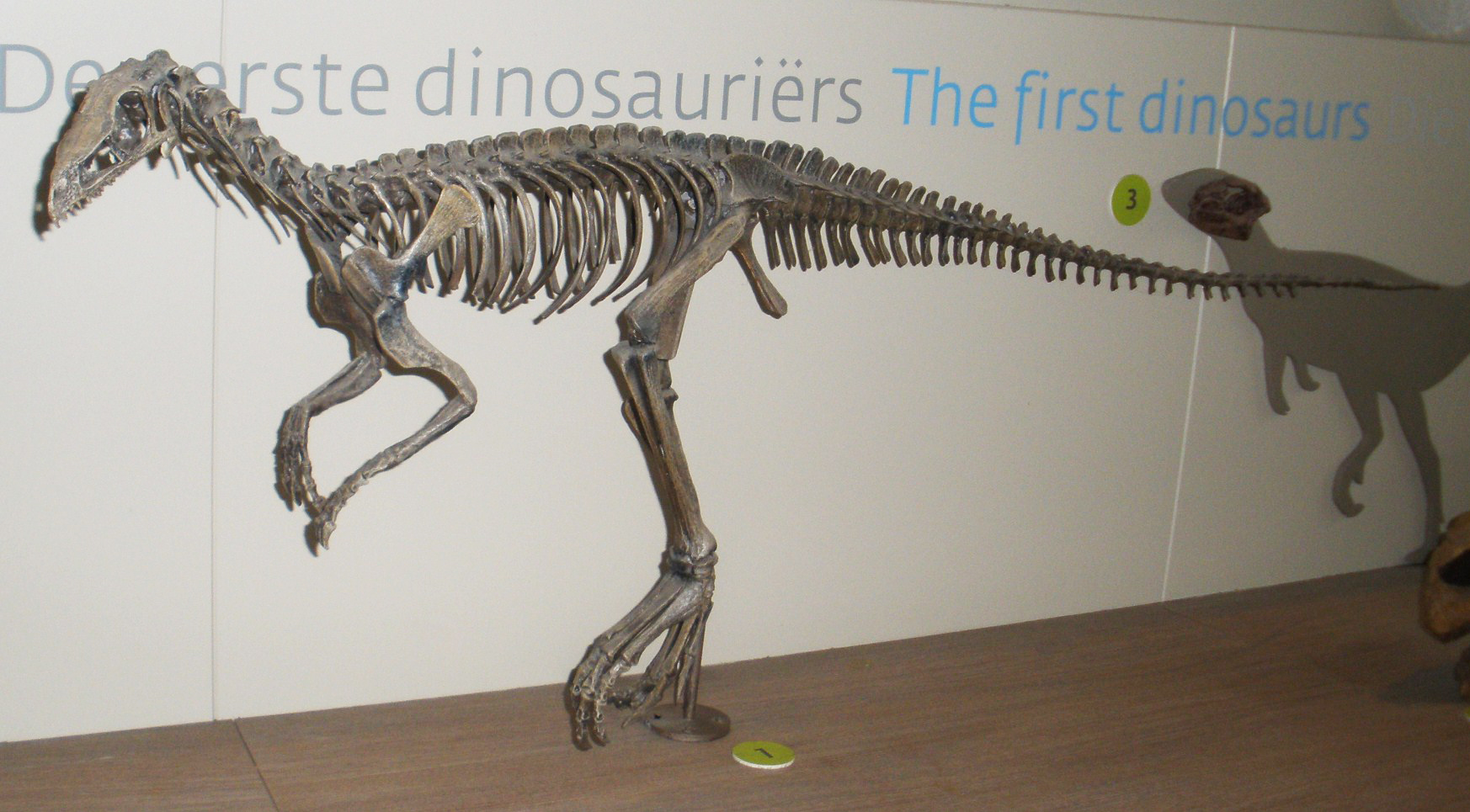
Eoraptor lunensis  (Dinosauria)
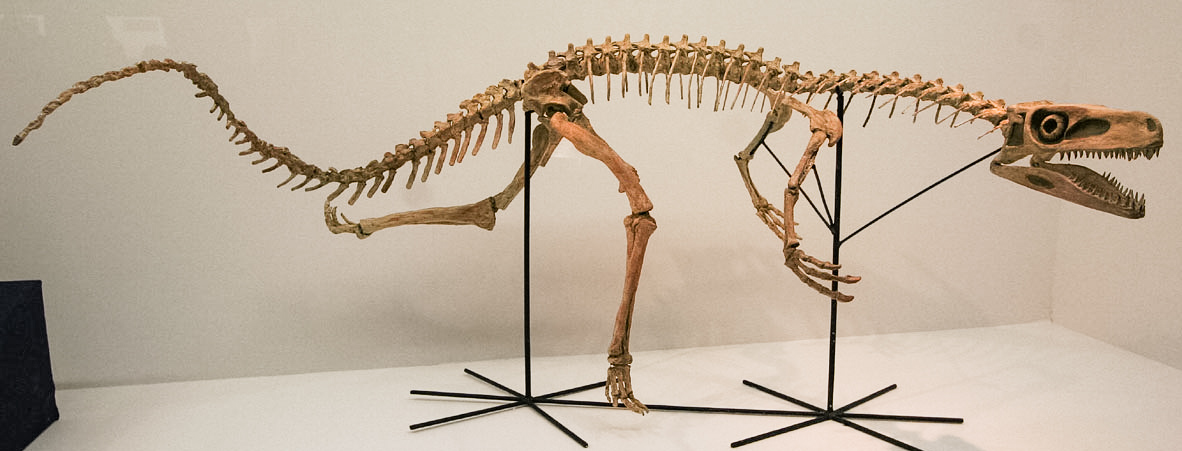
Staurikosaurus (Dinosauria)
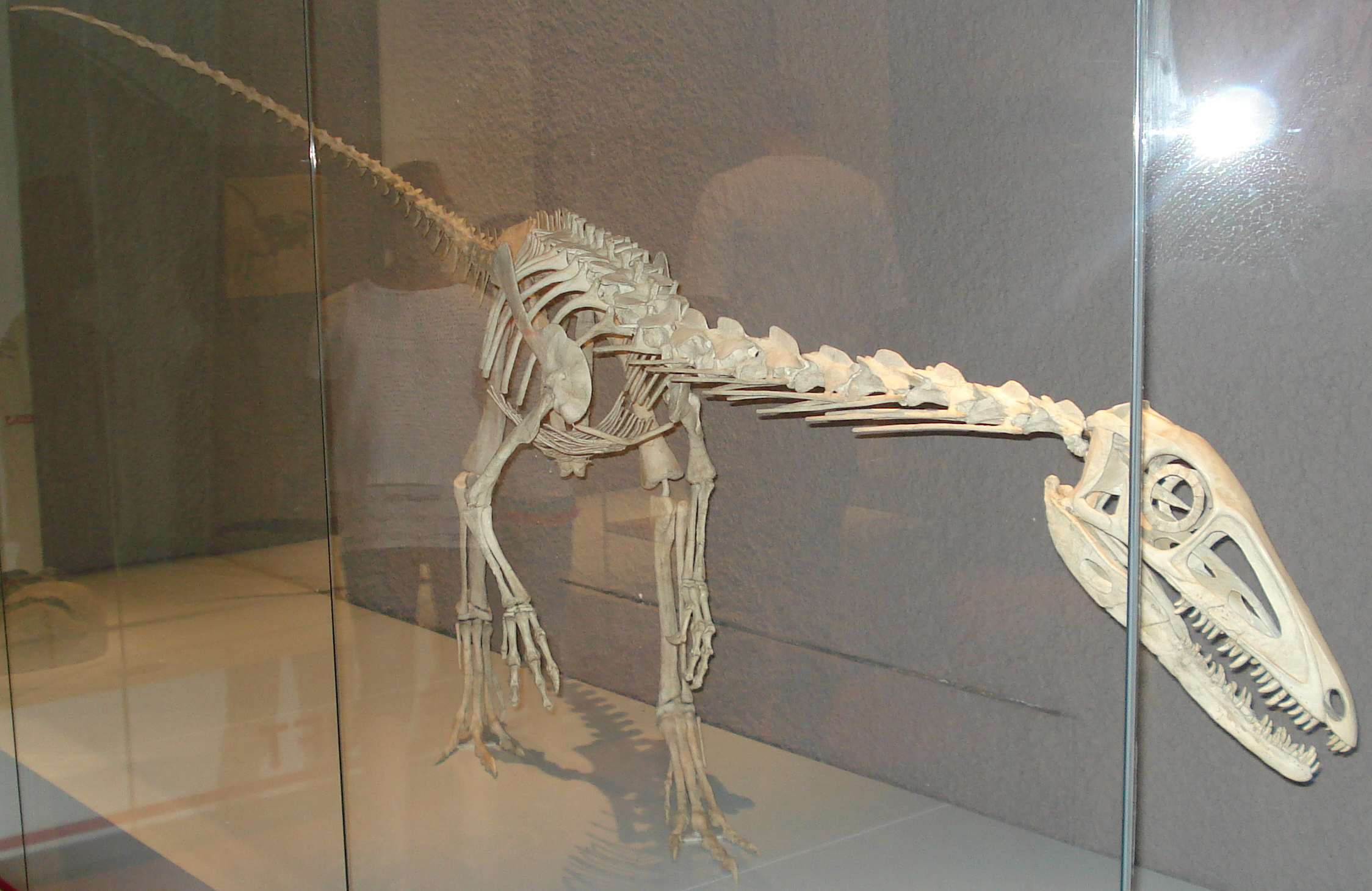
Liliensternus (Dinosauria)
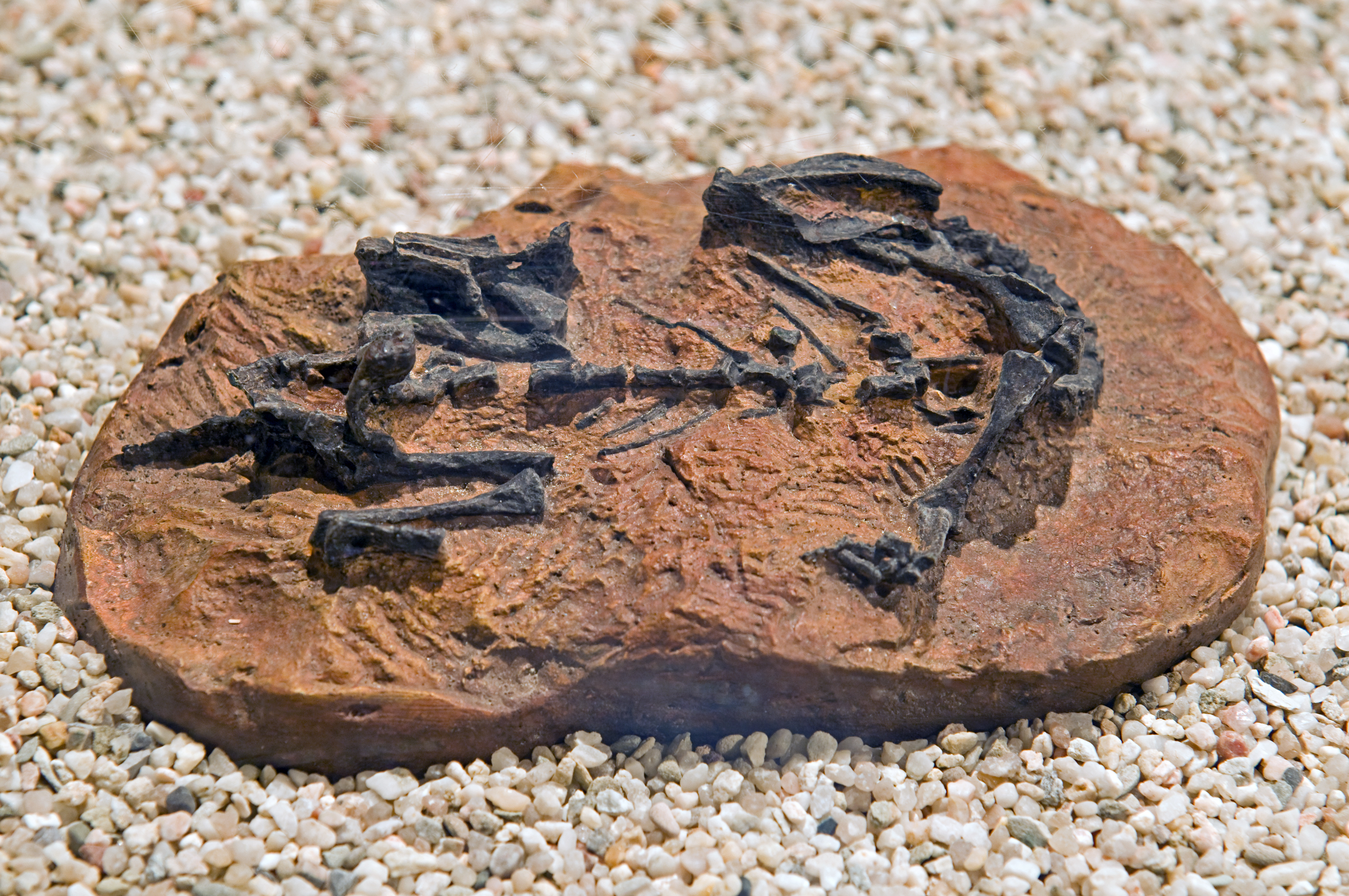
Mussaurus (Dinosauria)
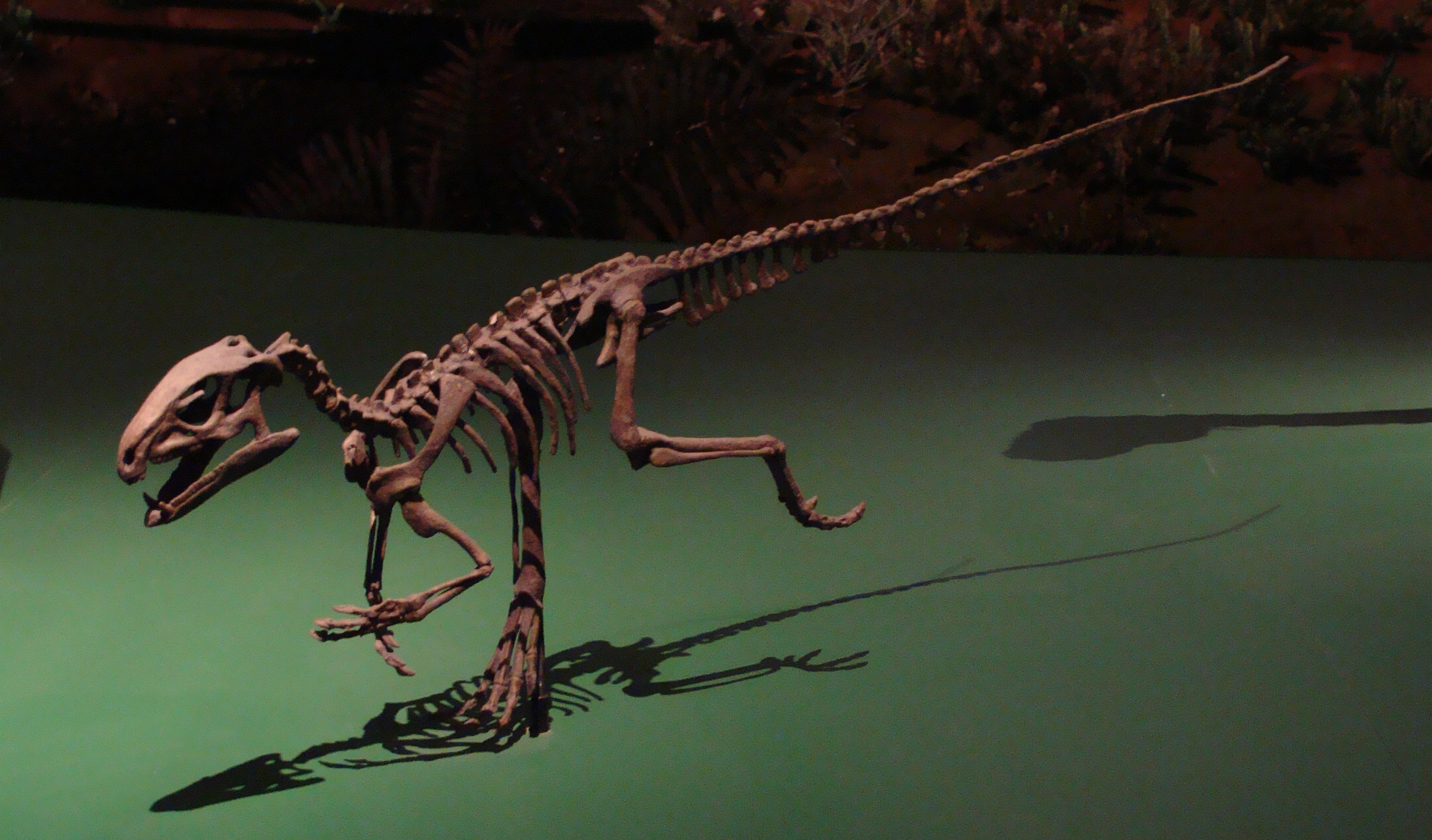
Pisanosaurus (Dinosauria)
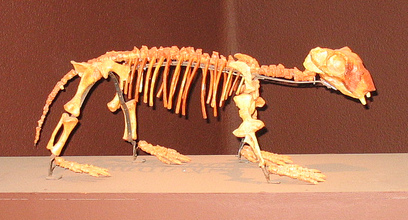
Lystrosaurus (Dicynodontia)
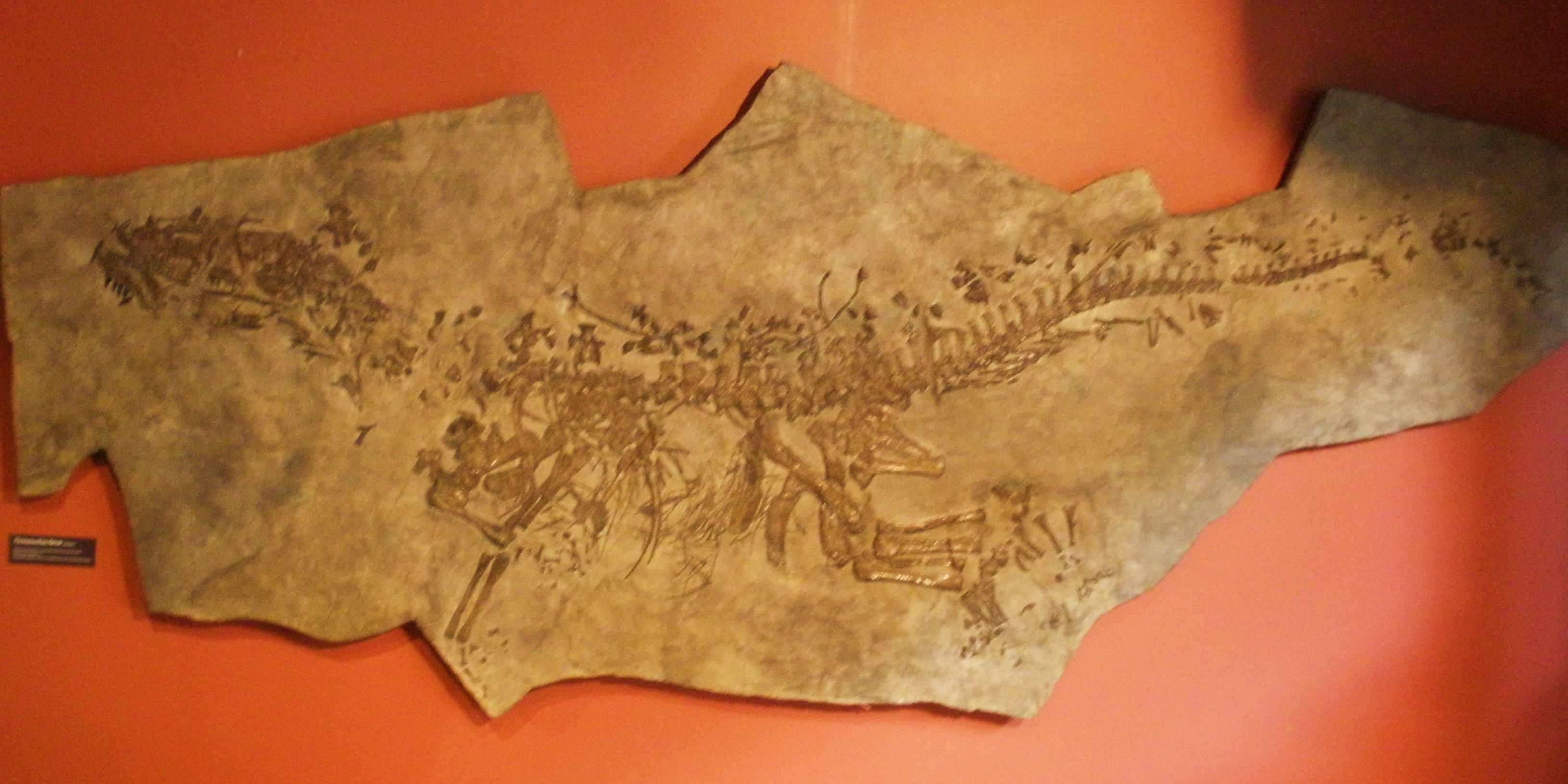
Ticinosuchus ferox (Archosauromorpha)
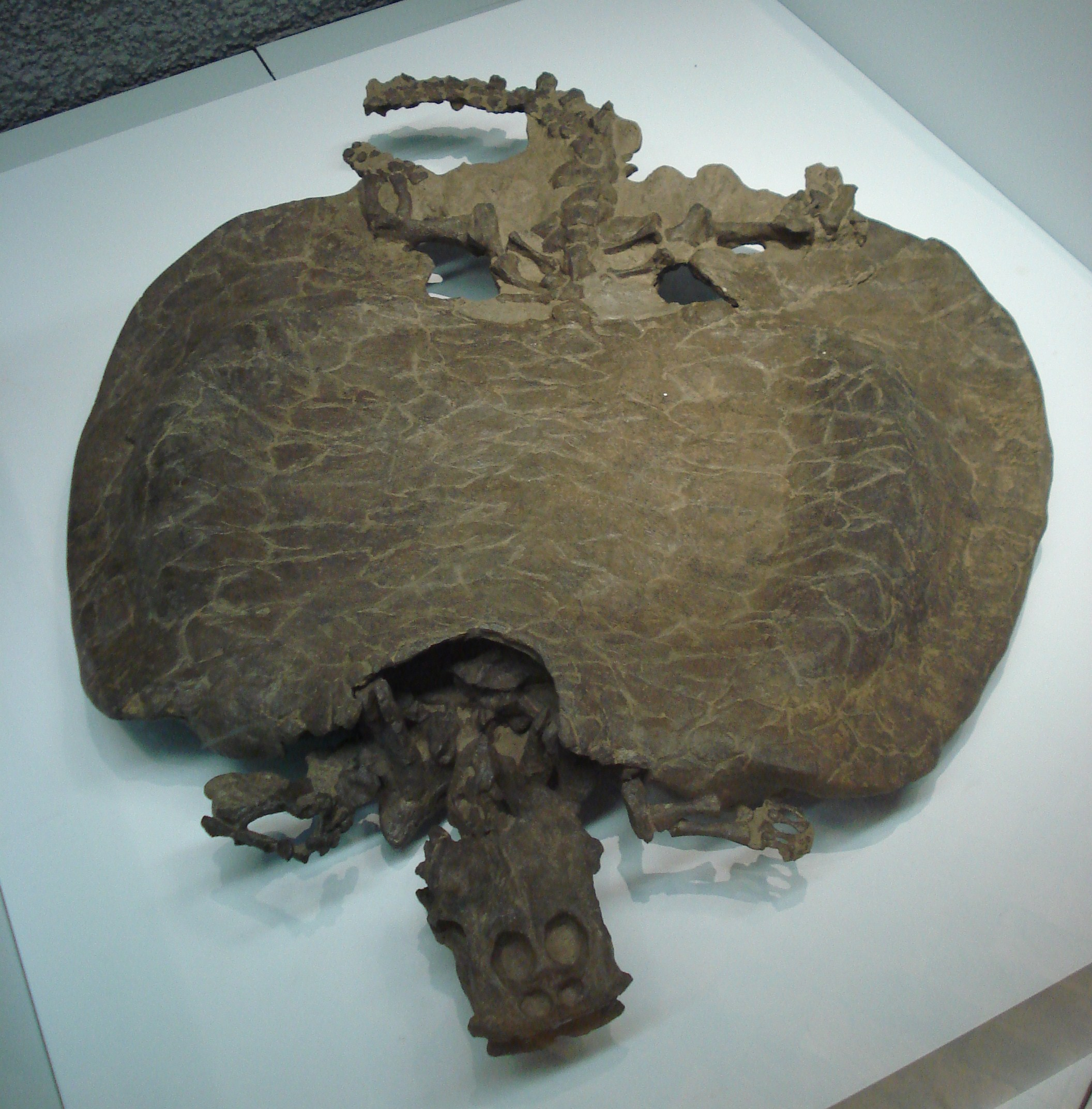
Henodus (Placodontia)
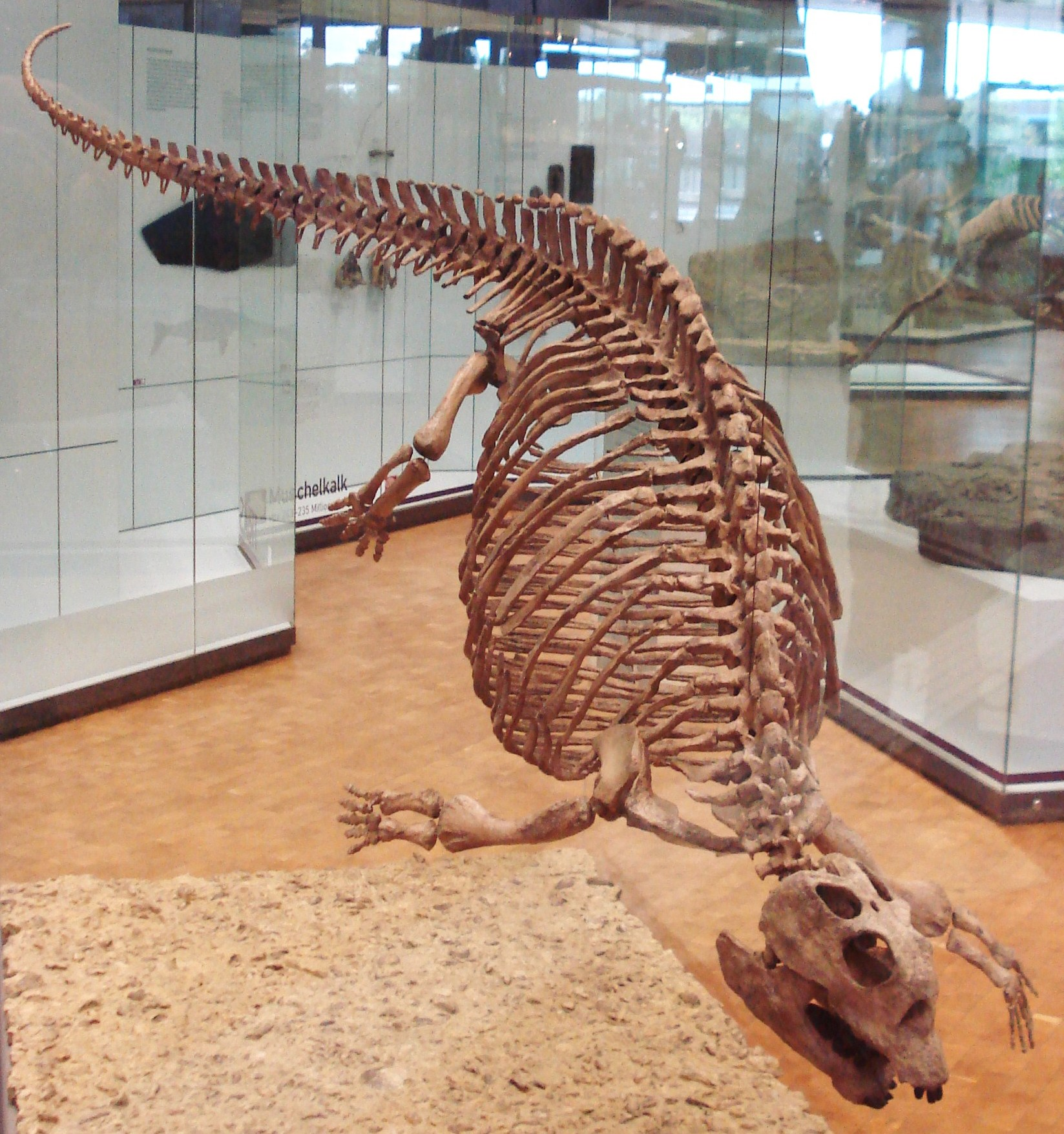
Placodus (Placodontia)
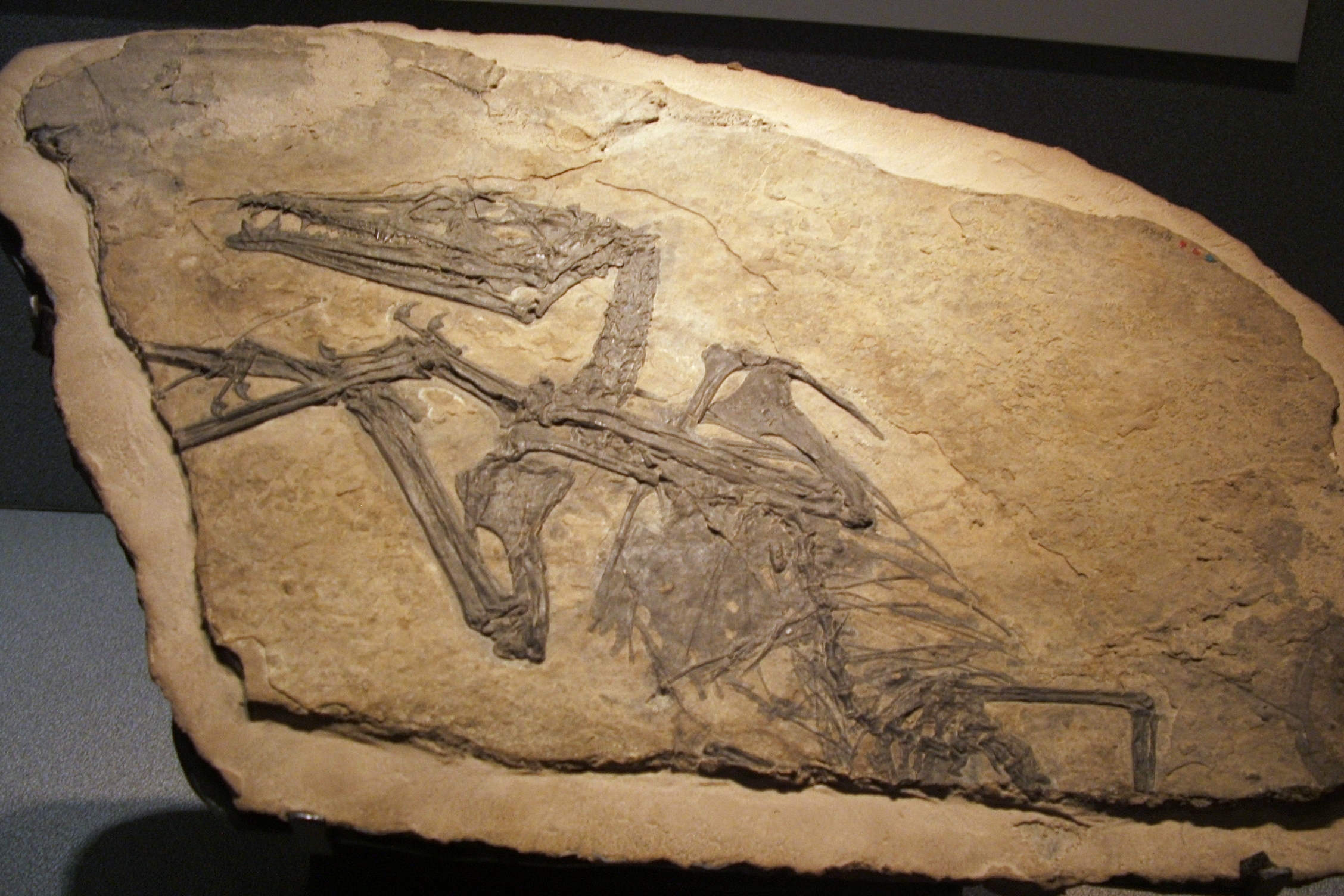
Eudimorphodon (Pterosauria)
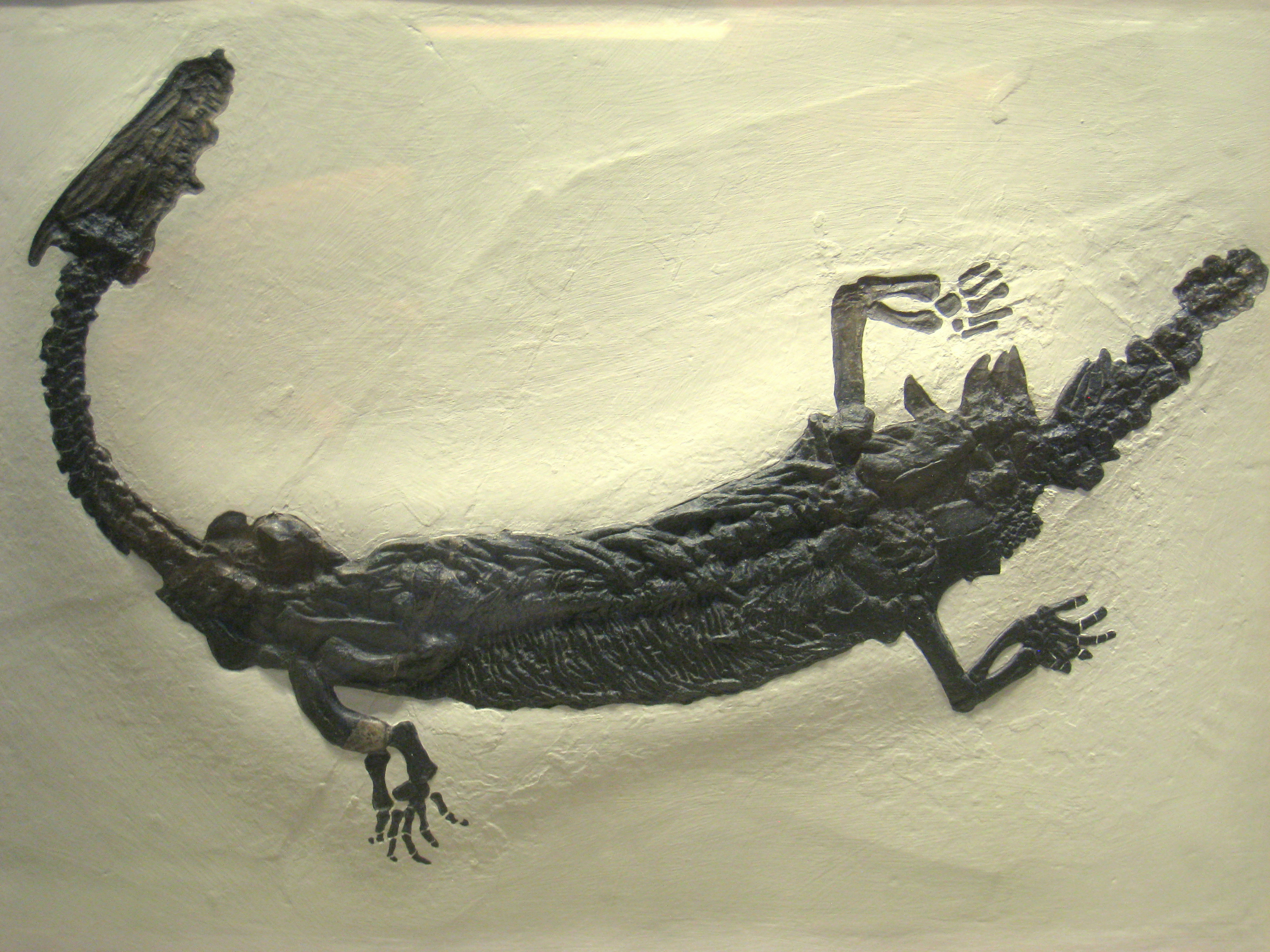
Lariosaurus (Nothosauria)
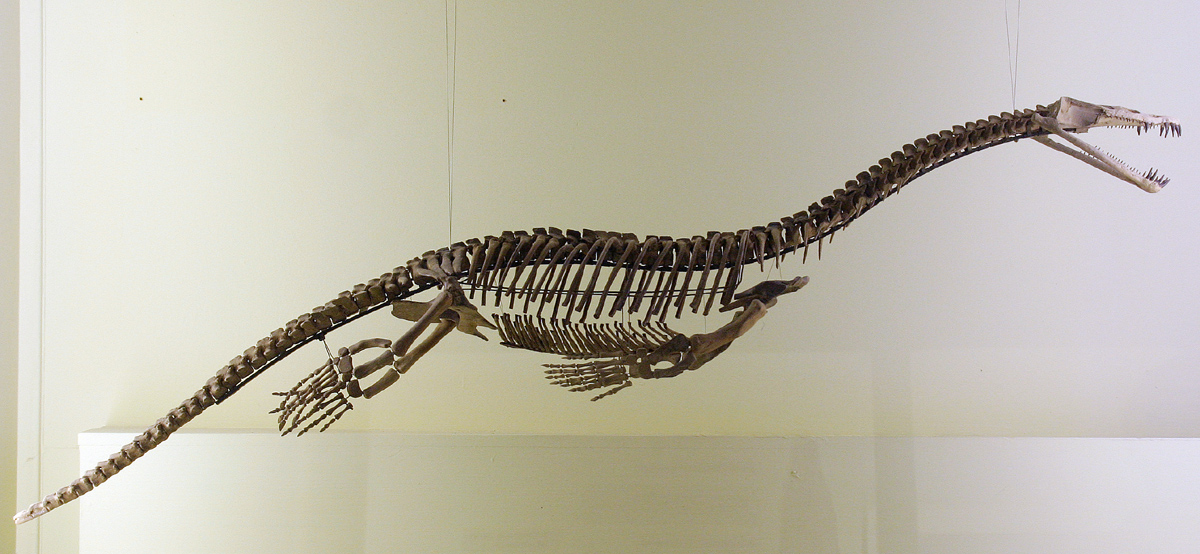
Nothosaurus (Nothosauria)
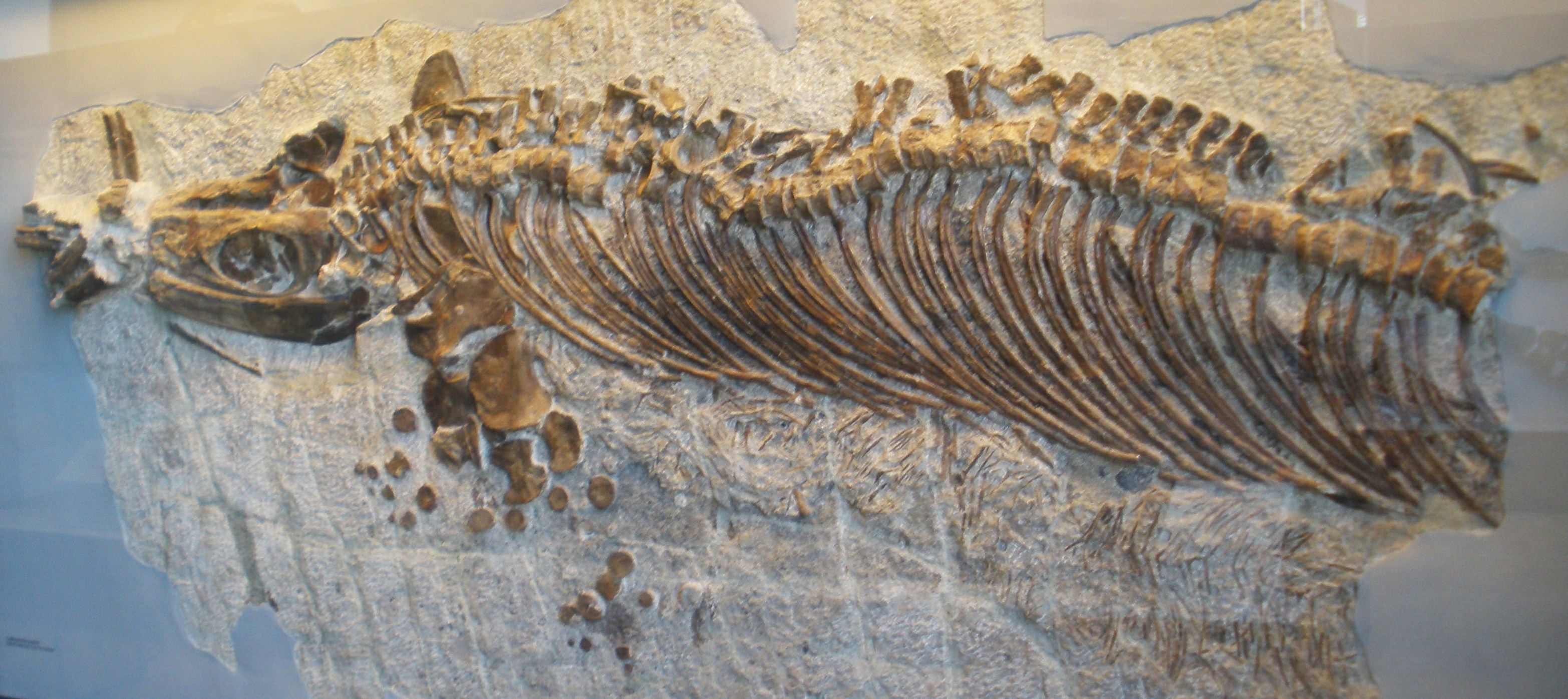
Cymbospondylus (Ichthyosauria)
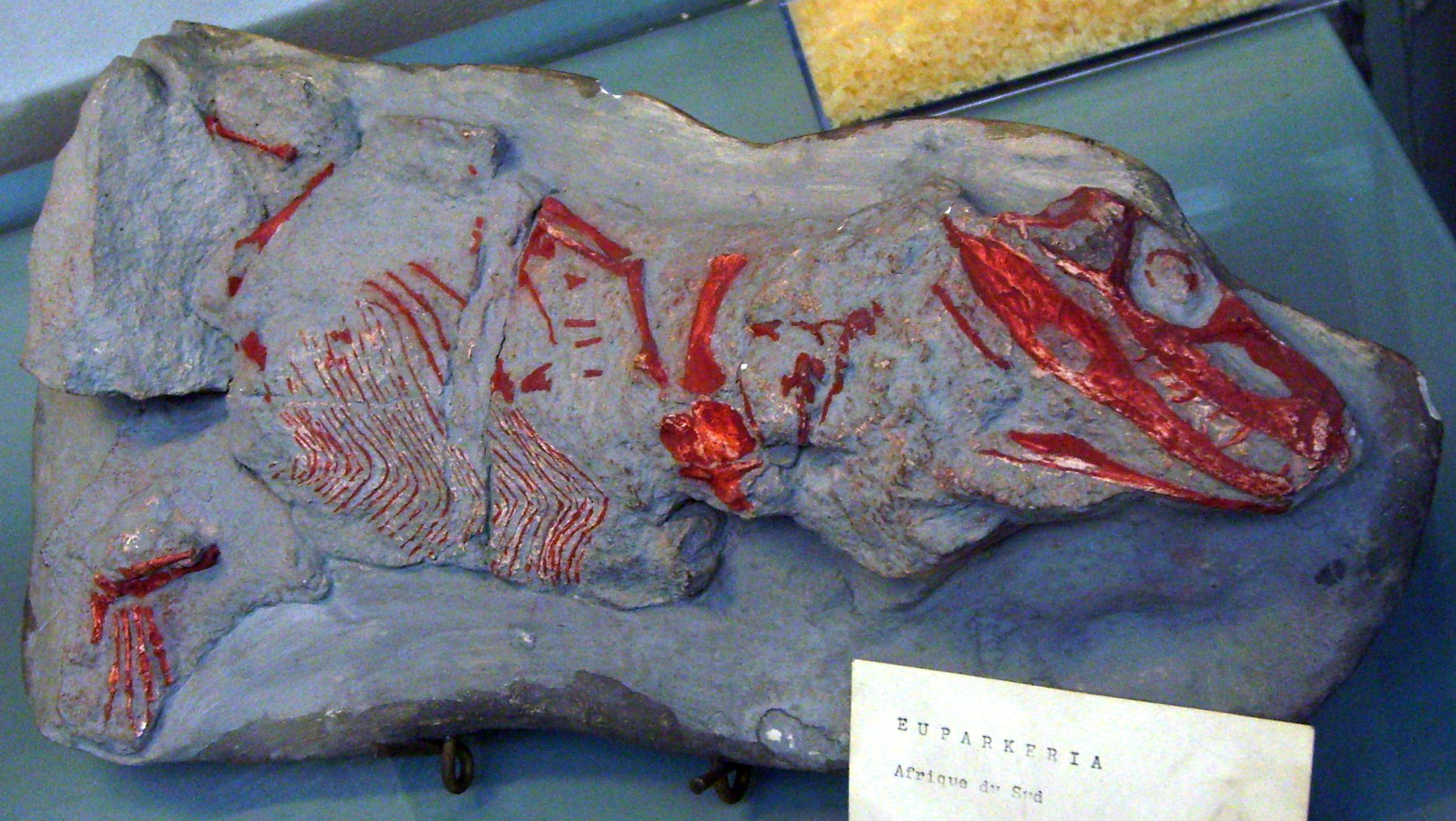
Euparkeria
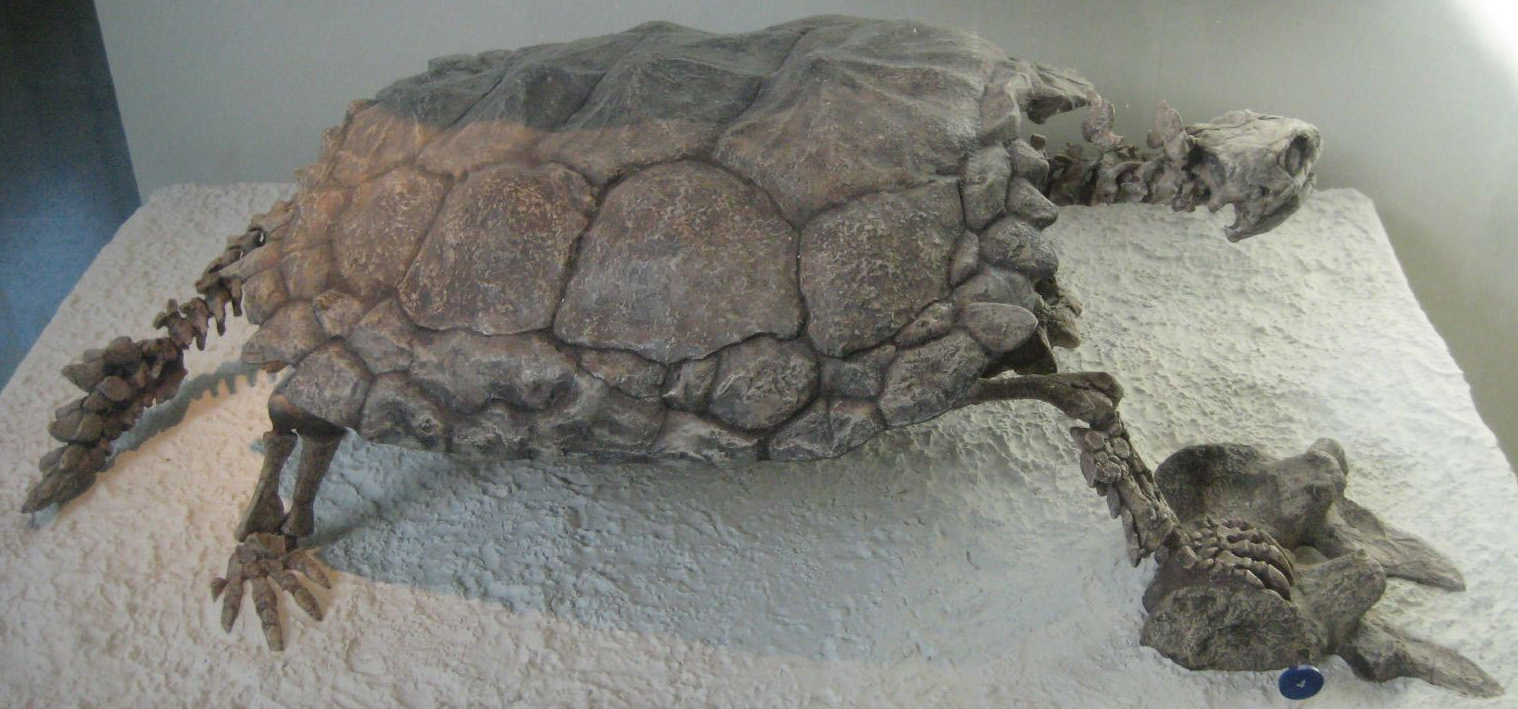
Proganochelys

## Flora
La flora è ancora di tipo primitivo: sono presenti esclusivamente Pteridofite, Licofite, Conifere, Felci arboree, Nilssoniali, alcune varietà di Ginkgo.
Non bisogna dimenticare che, secondo i fossili rinvenuti in varie località, il clima di quest'epoca era molto arido e desertico.

## Paleogeografia

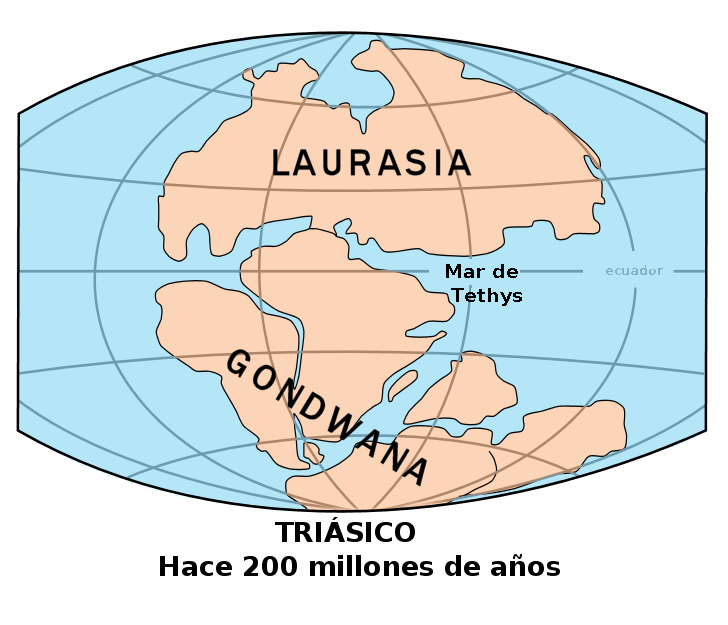
La Terra durante il Triassico.

Durante il Triassico la Terra era ancora riunita in un unico grande supercontinente, detto Pangea. Approssimativamente la Pangea aveva una forma
a "C", con a nord le grandi masse continentali dell'Eurasia e di quella che sarebbe diventata l'America settentrionale, mentre a sud l'Africa e il
Sudamerica erano ancora unite all'India ed Australia.
Il golfo al centro della Pangea era la Tetide mentre l'oceano che circondava il tutto viene chiamato Pantalassa. Alcune grosse isole (in realtà
placche litosferiche di crosta continentale ma di dimensioni tali da non essere considerate un continente) erano presenti al centro della Tetide: il più grande
era probabilmente il Mega Lhasa Block che ora, costituisce parte della catena himalayana. Altri gruppi di terre emerse erano prossime all'area che ora è il Canada occidentale.

## Il Triassico in Italia
Il Triassico italiano è rappresentato da importanti affioramenti nelle Prealpi lombarde, Dolomiti, Prealpi carniche, Appennino ligure, Appennino tosco-emiliano, Appennino campano, Appennino lucano (Val d'Agri), monti Peloritani in Sicilia, oltre ad alcune piccole aree della Calabria e della Sardegna.